# ردپای یک اژدها
ردپای یک اژدها (انگلیسی: Traces of a Dragon) یک فیلم مستند است که در سال ۲۰۰۳ منتشر شد. از بازیگران آن می‌توان به جکی چان اشاره کرد.